# Miles Hobart
Sir Miles Hobart (12 avril 1595 - 20 juin 1632) est un homme politique anglais qui siège à la Chambre des communes de 1628 à 1629.

## Biographie
Miles Hobart est né à Plumstead, le fils de Miles Hobart de Londres  (bien que d’autres l’aient considéré comme un fils de Henry Hobart (1er baronnet)). Il est immatriculé au Queen's College d'Oxford le 30 juin 1615, à l'âge de 16 ans et étudie au Gray's Inn en 1616. Il est fait chevalier à Salisbury le 8 août 1623. En 1628, il est élu député de Marlow . Lors du débat du 2 mars 1629 sur "l'imposition illégale de tonnage et de fourrière", il verrouille la porte de la Chambre des communes au messager du roi et est donc emprisonné dans la tour de Londres . Il siège jusqu'en 1629, lorsque le roi Charles Ier d’Angleterre a décide de gouverner sans parlement pendant onze ans.
Peu de temps après sa sortie de prison, Hobart est mortellement blessé dans un accident de voiture à Holborn Hill . Miles Hobart est décédé le 20 juin 1632 à Harleyford et a été enterré à Marlow ,. En 1647, le Parlement lui vote une tablette monumentale avec buste dans l'église paroissiale ,.